# Parking rowerowy

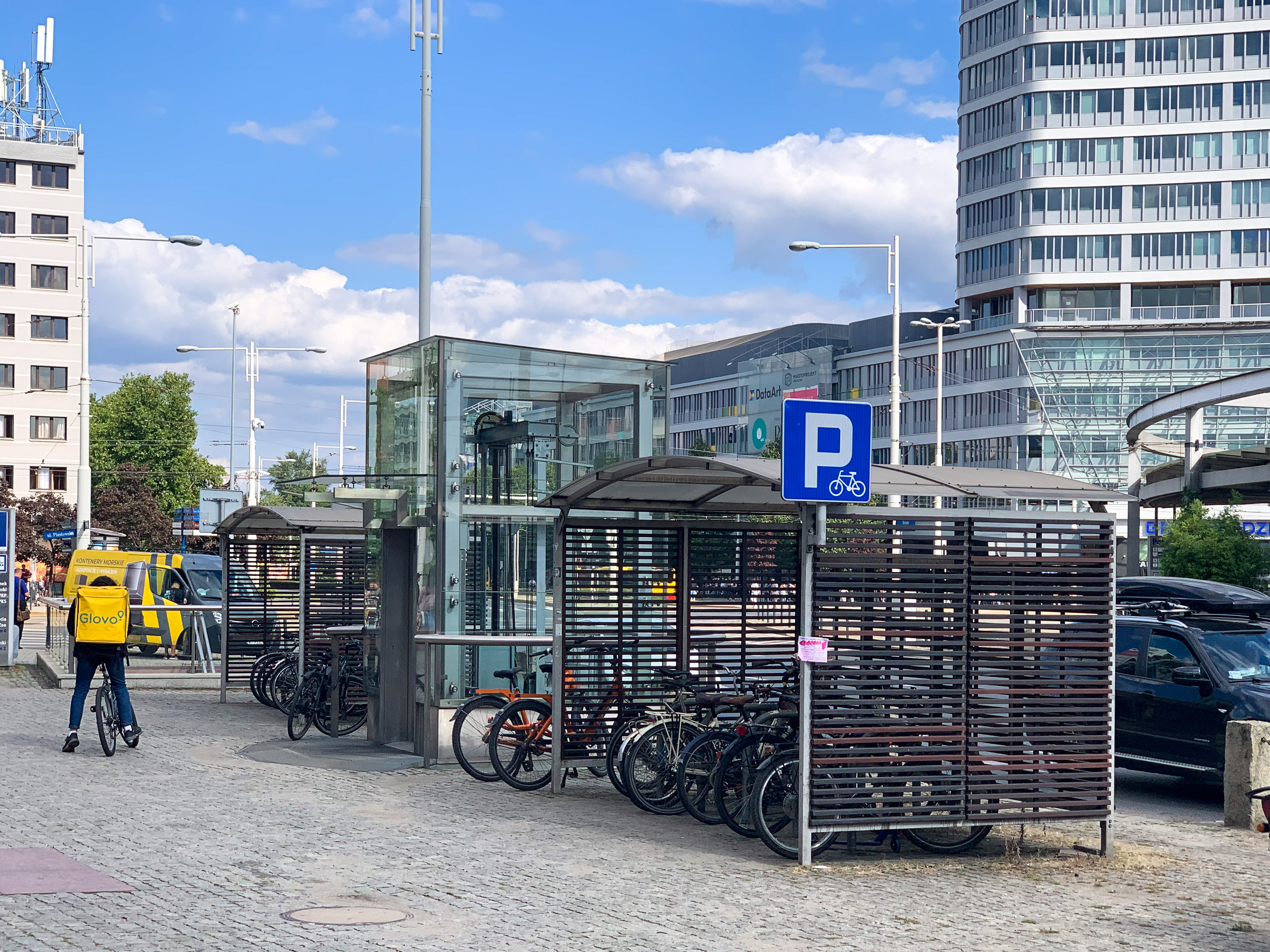
Parking rowerowy na Placu Grunwaldzkim we Wrocławiu.

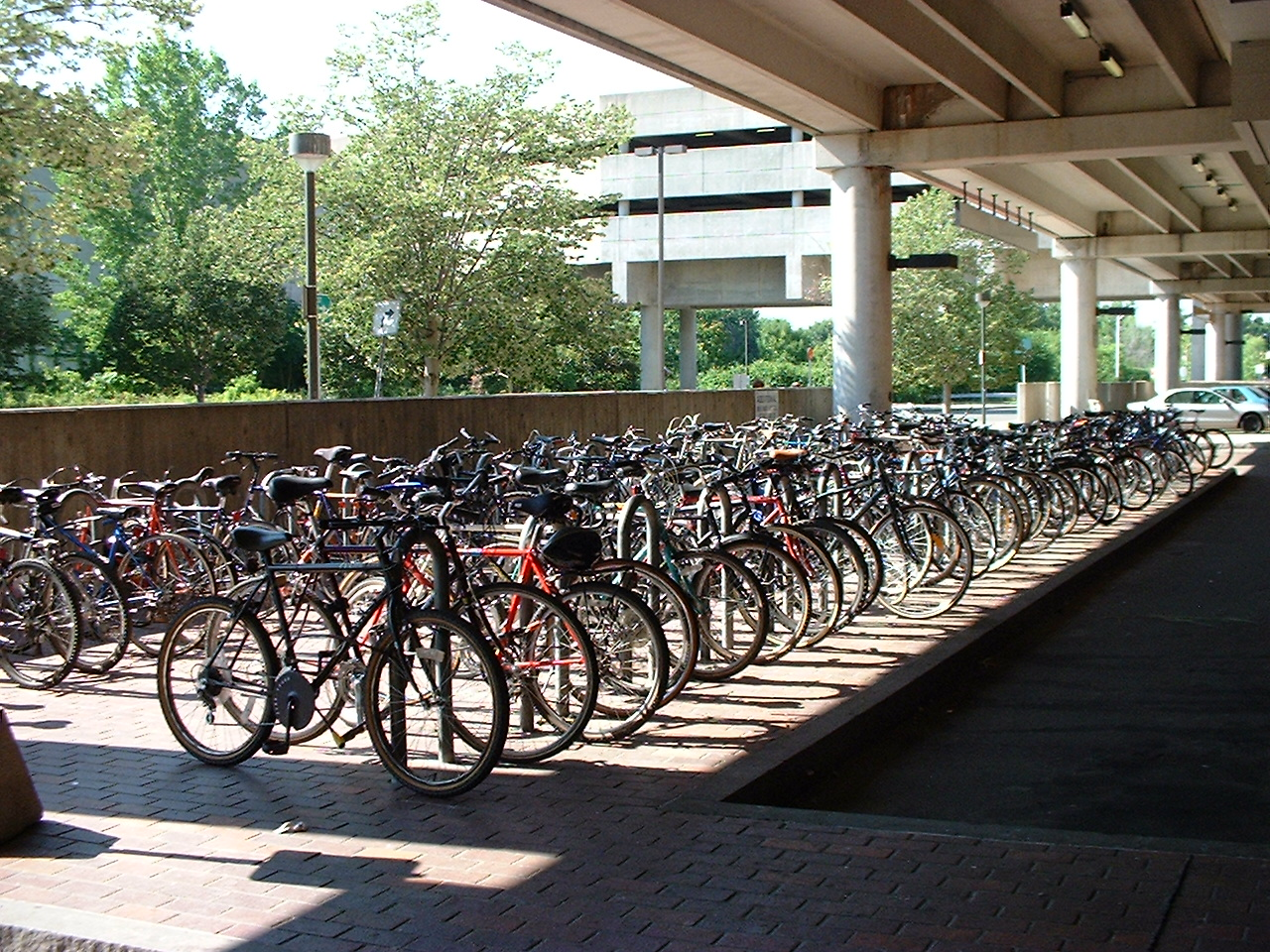
Stacja do parkowania rowerów. Stacja szybkiego transportu Alewife w Massachusetts.

Parking rowerowy / Parking dla rowerów – ogólne określenie miejsca lub obiektu, który jest dozwolony lub przeznaczony i przystosowany do parkowania rowerów; Element infrastruktury rowerowej;  Zazwyczaj posiadający pewien stopień zapobiegania kradzieżom rowerów;
Parking rowerowy wymaga odpowiedniego wyposażenia (stojaki rowerowe, zapięcia rowerowe itp.) umożliwiającego bezpieczne pozostawienie i umocowanie roweru. 
Najprostszym typem parkingu rowerowego może to być specjalnie wyznaczony obszar na chodniku, placu, czy parkingu samochodowym, na którym zostały umieszczone stojaki lub uchwyty, do których można przypiąć rower. Mogą to być obszary zadaszone lub wyposażone w wiatę lub też samodzielne konstrukcje wiat rowerowych. Parking może też mieć formę boksów rowerowych, obsługowych lub bezzałogowych garaży rowerowych, w tym także w pełni zautomatyzowanych;  Mogą być to także rozwiązania prawne dopuszczające parkowanie ad hoc wzdłuż barierek i innych elementów małej architektury jako legalne parkingi rowerowe.
patrz sekcja Typy parkingów i wyposażenia

## Przegląd

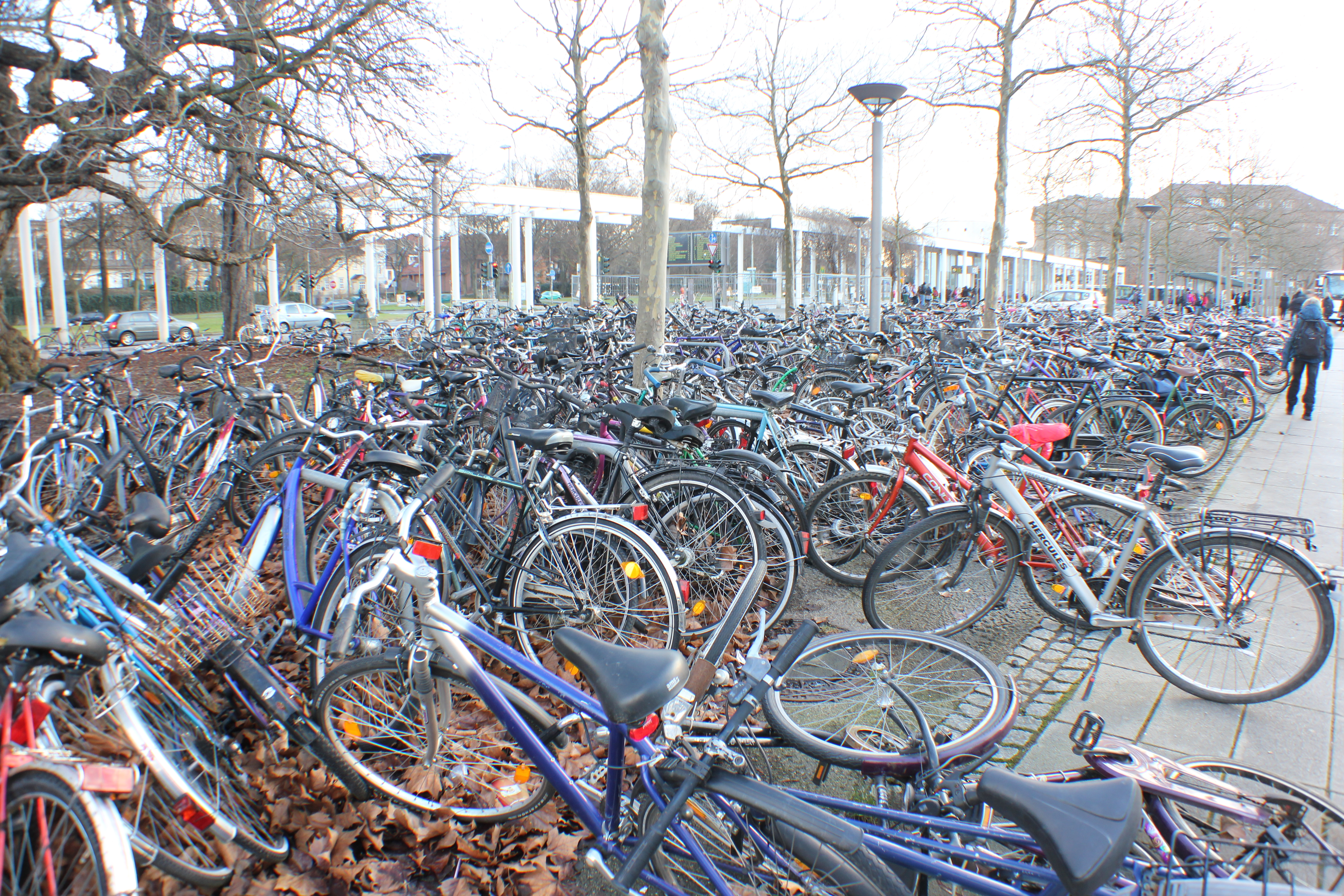
Bez zorganizowanych parkingów parkowanie rowerów może łatwo stać się problemem na gęsto zaludnionych obszarach. Zdjęcie spod dworca kolejowego w Getyndze

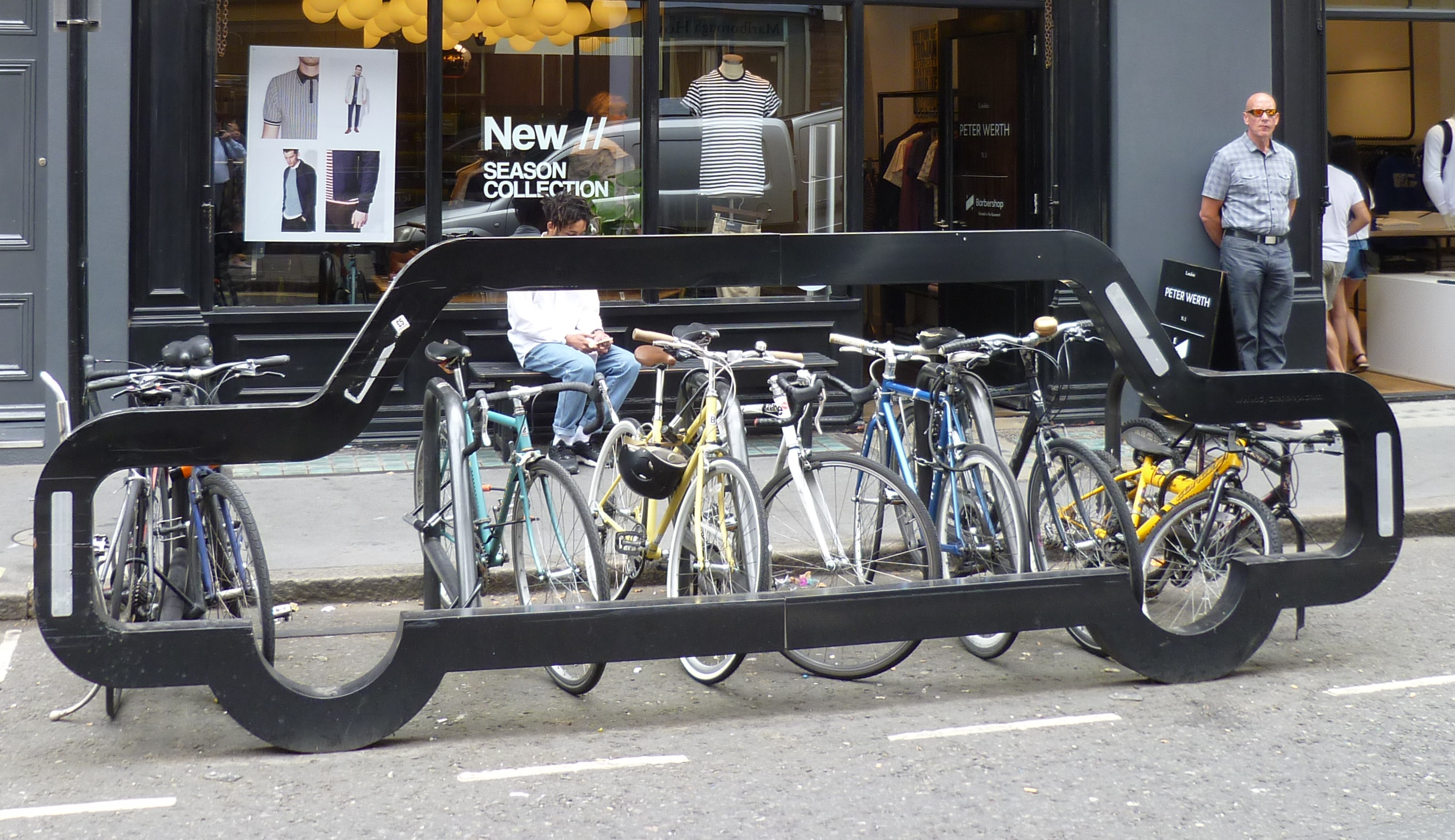
Miejsce potrzebne do zaparkowania jednego samochodu pomieści blisko tuzin rowerów (Car Bike Port by Cyclehoop, zdjęcie z Londynu).

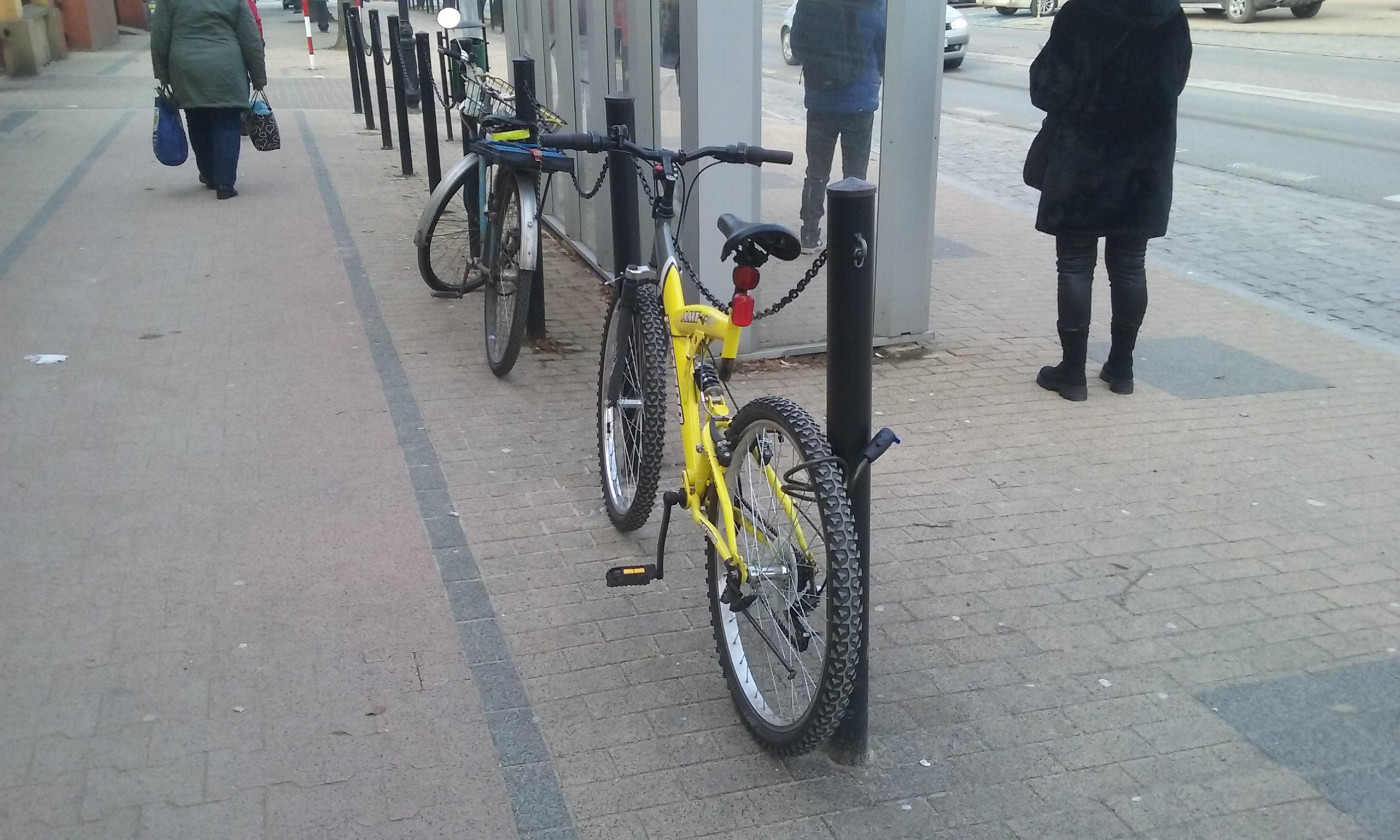
Rowery przypięte do elementów architektury miejskiej w Tomaszowie Mazowieckim

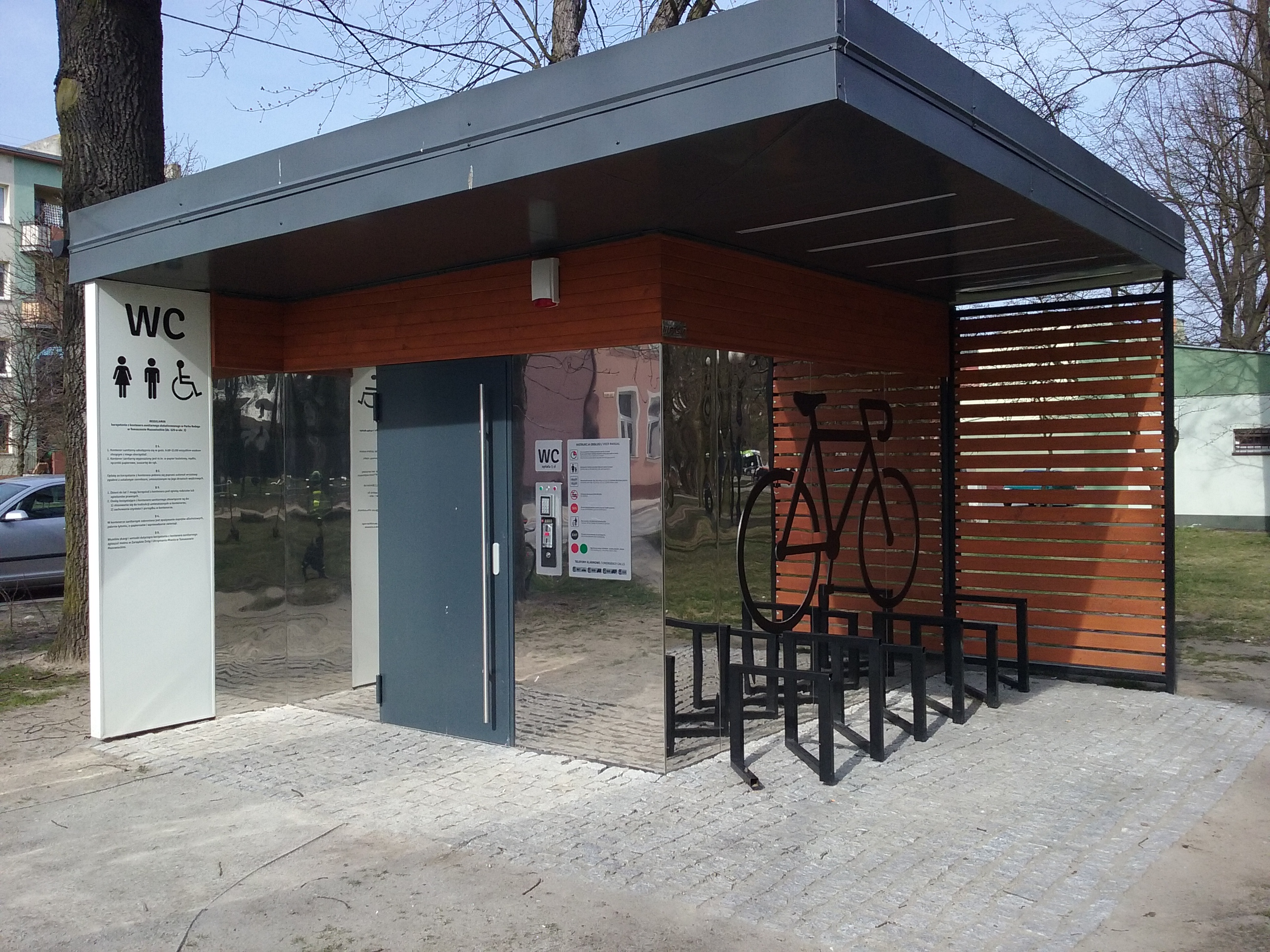
Zadaszony, osłonięty parking rowerowy przy toalecie publicznej w Tomaszowie Mazowieckim

Celem parkingów rowerowych jest zapewnienie bezpiecznego i wygodnego miejsca do pozostawienia roweru przez jego użytkownika, zwłaszcza w miejscach, gdzie parkowanie na chodniku lub w inny sposób naruszałoby przepisy lub utrudniało ruch pieszych czy samochodów. Brak miejsc parkingowych dla rowerów lub ich niedostatek powoduje wykorzystanie innych elementów w roli infrastruktury parkingowej: pobliskie drzewa, słupy, barierki i inne elementy umożliwiające przypięcie roweru.
Oprócz parkingów dla samochodów, polityka i przepisy urbanistyczne w coraz większym stopniu wymagają uwzględnienia parkingów dla rowerów w nowych inwestycjach. Wiele stacji transportu zbiorowego obejmuje parkingi rowerowe w postaci stojaków na rowery lub specjalnie zbudowane stacje parkingowe dla rowerów, aby ułatwić dojazdy do pracy w trybie mieszanym. Element podstawowy punktów Bike and ride.
W niektórych przypadkach bardziej odpowiednie mogą być duże skupiska parkingów rowerowych, czasem nadzorowanych, a czasem płatnych. Przykładami są parkingi rowerowe przy węzłach transportu publicznego, takich jak kolej, metro, tramwaje, dworce autobusowe jako element zintegrowanych węzłów przesiadkowych przydatne w dojazdach do pracy w trybie mieszanym.
Tam, gdzie jazda na rowerze jest postrzegana jako czynność niepożądana lub niewłaściwa lub brak jest wiedzy na temat najlepszych praktyk, parking dla rowerów może po prostu nie zostać zapewniony lub umieszczony w niewygodnych, odległych i poza zasięgiem wzroku miejscach. Rowerzystom może zostać wyraźnie zabroniony parkowanie rowerów w najbardziej dogodnych miejscach. W kwietniu 2007 r. władze kampusu Uniwersytetu Kalifornijskiego w Santa Barbara rozpoczęły konfiskatę rowerów zaparkowanych na innych niż oficjalne stojaki na rowery.
W Polsce parkingi powstawały często przez adaptację wolnej przestrzeni, rzadziej jako planowany element infrastruktury jednak widać zmianę tych trendów:
PKP PLK postawiły do 2022 rok 15 000 stojaków przy stacjach i przystankach kolejowych i na dworcach PKP.
W maju 2022 powstał w Polsce pierwszy podziemny, w pełni zautomatyzowany parking rowerowy. Zlokalizowany jest w Warszawie i stanowi część infrastruktury zrewitalizowanych zabudowań Fabryki Norblina. Posiada miejsca dla 96 pojazdów i jest całkowicie bezpłatny.
We wrześniu 2022 w Centrum Handlowym Focus w Bydgoszczy zamontowało inteligentną stację parkowania rowerów Bikeep, której operatorem firma Rowerado. Stacja posiada stojaki rowerowe ze zintegrowanymi blokadami, które zamykane i otwierane są z użyciem aplikacji lub za pomocą karty.
Największy parking rowerowy na świecie powstał w 2019 roku w Holenderskim mieście Utrecht obok stacji kolejowej Utrecht Centraal – może pomieścić do 12 500 rowerów na trzech poziomach połączonych łagodnymi rampami zapewniającymi dojazd do każdego poziomu bez konieczności zsiadania z roweru. Wewnątrz obiektu znalazła się sieć oznakowań pomagających w nawigacji. Budowa trwałą trzy lata, a za projekt odpowiada pracownia Ector Hoogstad Architecten. Parking jest bezpłatny przez pierwszą dobę, otwarty całodobowo 7 dni w tygodniu; Posiada bezpośrednie przejścia na perony dworca kolejowego oraz hali autobusowej; Posiada dodatkową infrastrukturę: punkt serwisowy, monitoring, oraz stację z 1000 rowerów miejskiego roweru publicznego OV-fiets.

## Typy parkingów i wyposażenia

### Podział ze względu na konstrukcję
Istnieje wiele typów struktur, obiektów i konstrukcji przeznaczonych do parkowania rowerów, których wspólną cechą jest zastosowanie (rzeczone parkowanie rowerów) oraz użycie w stosunku do nich określenia „parking rowerowy” lub „parking dla rowerów”. Wśród spotykanych rozwiązań najczęściej występujące to:
Stojaki rowerowe: podstawowe wyposażenie parkingów rowerowych; Urządzenie techniczne trwale przytwierdzone do podłoża, umożliwiające bezpieczne i wygodne oparcie i przymocowanie roweru przez użytkownika przy pomocy zapięcia;
Wiaty rowerowe: zadaszone parkingi rowerowe; Zalecane szczególnie w miejscach gdzie postój roweru przewidziany jest na dłuższy okres (na przykład przy szkołach, uczelniach, zakładach pracy). Chronią one rower przed złymi warunkami atmosferycznymi;
Boksy rowerowe (schowki na rower): zamykane konstrukcje zapewniające wysoki poziom bezpieczeństwa; Zalecane w miejscach, w których pojazdy są przechowywane przez dłuży czas;
Lokery rowerowe / szafki rowerowe: najskuteczniejsza metoda chroniącą rowery przed kradzieżą, ciesząca się największym uznaniem wśród użytkowników,
Rowerownie, przestrzeń lub pomieszczenie w budownictwie mieszkaniowym lub miejscu pracy na przechowywanie rowerów, wózków, hulajnóg elektrycznych
Przechowalnie rowerowa: pomieszczenie, urządzenie, umożliwiające bezpieczne i wygodne przechowanie roweru na odpowiedzialność właściciela lub operatora przechowalni. Dostępność do nich może być powszechna (np. na dworcach kolejowych), jak i ograniczona (np. w zakładach pracy tylko dla pracowników). W obu wypadkach ważny jest system identyfikacji użytkowników minimalizujący ryzyko kradzieży.

### Podział ze względu na czas parkowania
Krótkoterminowy parking rowerowy zwykle jest otwarty, nieosłonięty i nieogrodzony; Używany w przypadku parkowania na mniej niż dwie godziny i zazwyczaj ma postać stojaka na rowery; Często znajduje się on w najbardziej centralnych obszarach o dużym natężeniu ruchu.
Długoterminowy parking rowerowy zwykle jest osłonięty dodatkową ochroną i ogrodzeniem; Używany w przypadku parkowania rowerów przez ponad dwie godziny; Mogą mieć postać szafek rowerowych i lockerów, w tym wiat rowerowych, przechowalni rowerów i stacji parkingowych dla rowerów. Cechą wymaganą wysoki poziom ochrony przed kradzieżą.

## Wytyczne i dobre praktyki

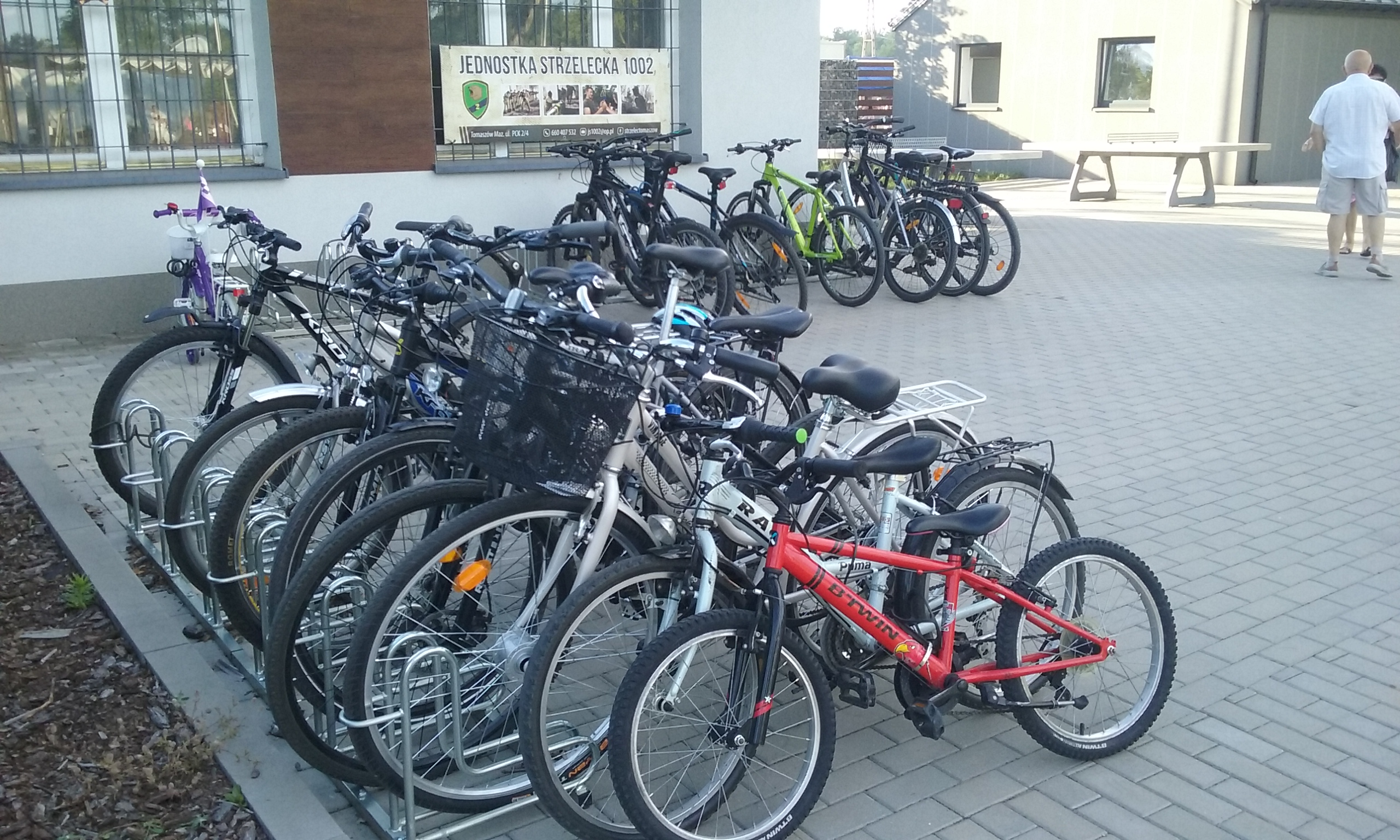
Parking rowerowy w Tomaszowie Mazowieckim

### Wytyczne Ministra Infrastruktury w Polsce
Dokument „Wytyczne organizacji bezpiecznego ruchu rowerowego Podręcznik” opracowany dla Ministerstwa Infrastruktury, opublikowany w kwietniu 2019 zawiera podstawowe wytyczne do budowy parkingów rowerowych w Polsce:
- usytuowaniem możliwie blisko celu podróży,
- możliwością dojazdu rowerem do parkingu w krótkim czasie,
- usytuowanie w miejscach bezpiecznych w aspekcie drogowo – ruchowym oraz bezpieczeństwa rowerów (zapobiegania kradzieżom i aktom wandalizmu),
- łatwy dostępem do stanowisk postojowych,
- zadaszenie w wypadku długoterminowego przechowywania,
- wyposażeniem umożliwiającym sprawdzenie ciśnienia w oponach i dopompowanie oraz w instalacje do ładowania rowerów elektrycznych w wypadku długoterminowego przechowywania.

### Dobre praktyki
Oprócz dokumentu ministerialnego zarząd wielu województw oraz miast publikuje wytyczne w postaci zaleceń, dobrych praktyk lub prawa lokalnego określającego.
Bezpieczeństwo zaparkowanych rowerów jest jednym z czynników wpływającym na decyzję o korzystaniu z roweru. Aby parkingi mogły zostać uznane za bezpieczne, muszą mieć odpowiednią konstrukcję; umożliwiając zablokowanie roweru za pomocą ramy. Łatwo widoczna lokalizacja może również pozwolić na tzw. bierną ochronę przed przechodniami. W Nowym Jorku obecność bezpiecznego parkingu rowerowego jest drugim w kolejności powodem, który decyduje o wyborze roweru jako środka transportu.
Maksymalna bliskość punktu docelowego: skraca całkowity czas jazdy rowerem, ponieważ nie trzeba dodatkowo pokonywać na piechotę dystansu od miejsca postojowego do miejsca docelowego.
Ochrona przed warunkami atmosferycznymi. zapewnienie zadaszenia / wiaty lub umieszczenie wewnątrz budynku sprawia, że rowery nie niszczą się wystawione na działanie efektów atmosferycznych, a także rzeczy pozostawione w rowerze; Wytyczne dla miasta Gdańska sugerują od czasu powyżej 3 godzin.

## Galeria
Rozwiązania urbanistyczne

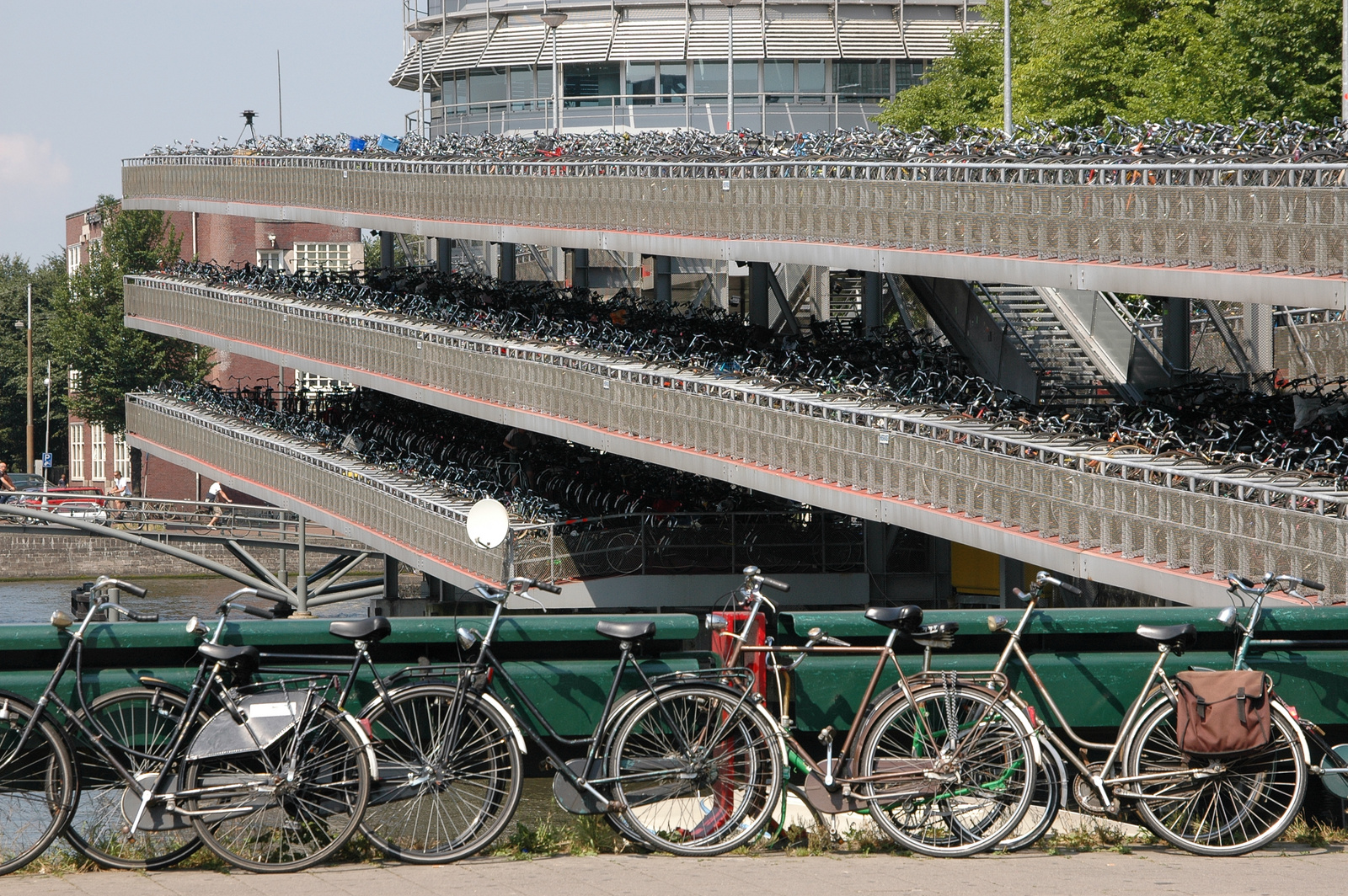
Parking wielopoziomowy w Amsterdamie w Holandii
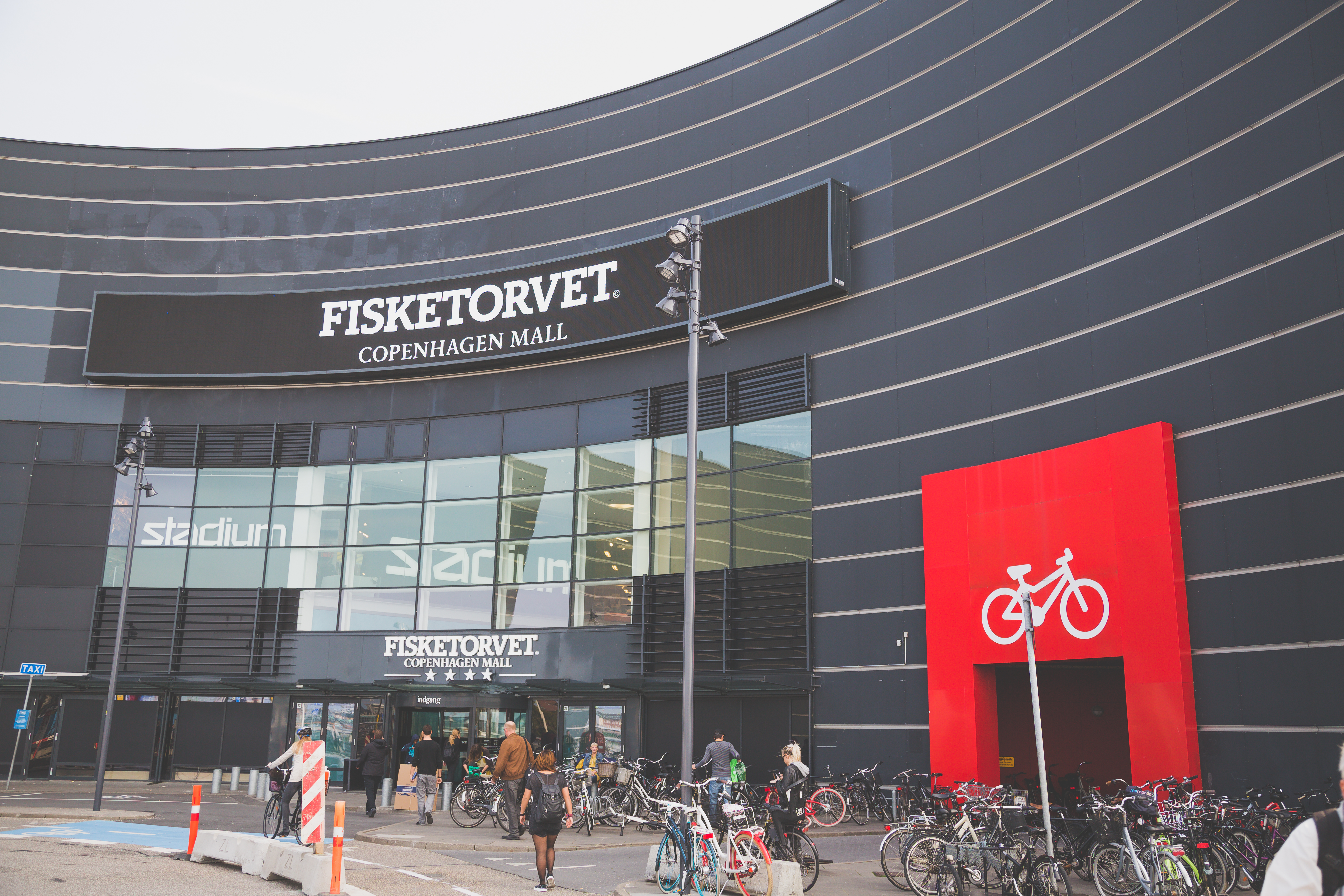
Parking dla rowerów przy galerii handlowej w Portland w stanie Oregon w Stanach Zjednoczonych
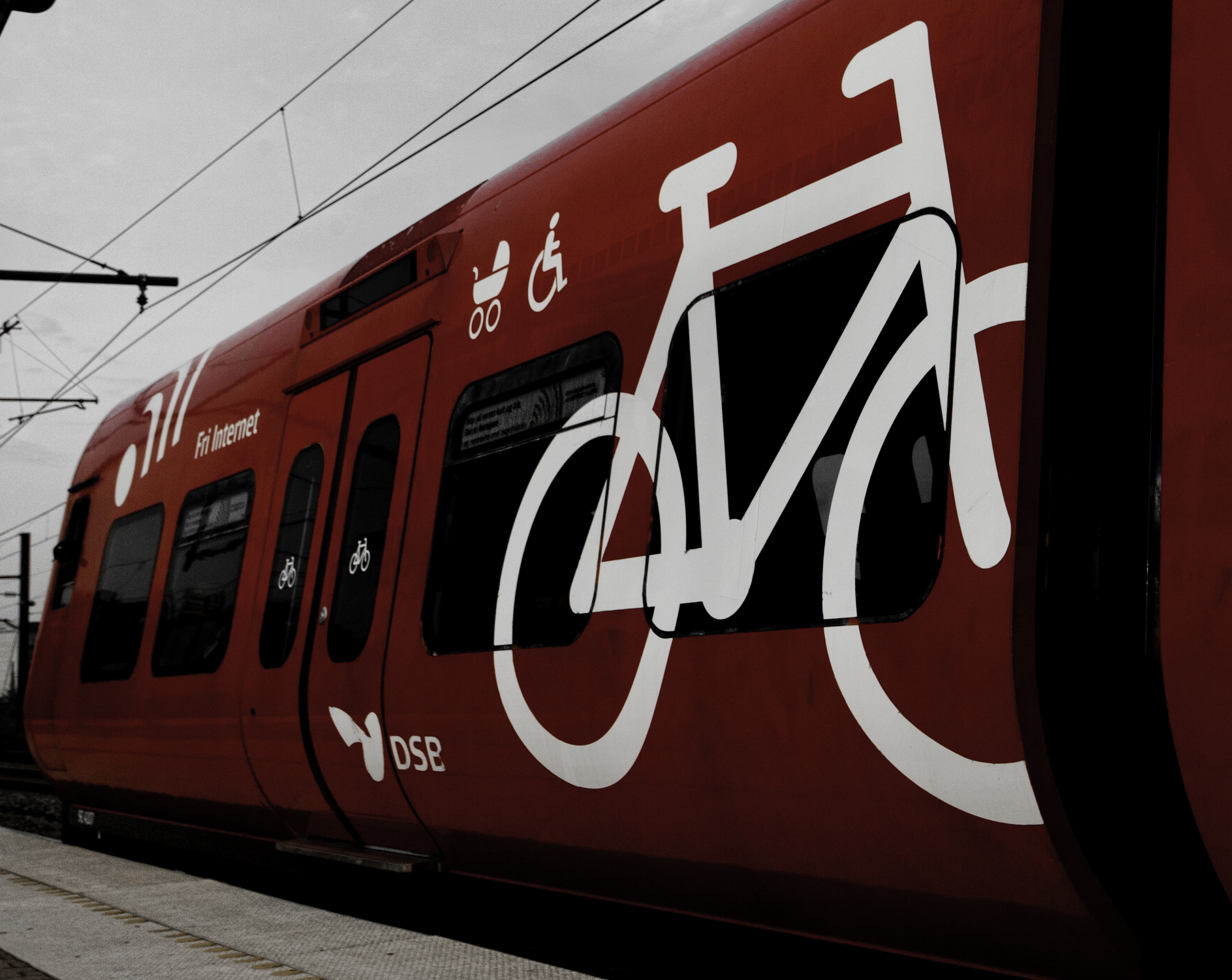
Integracja rowerów z innymi środkami transportu
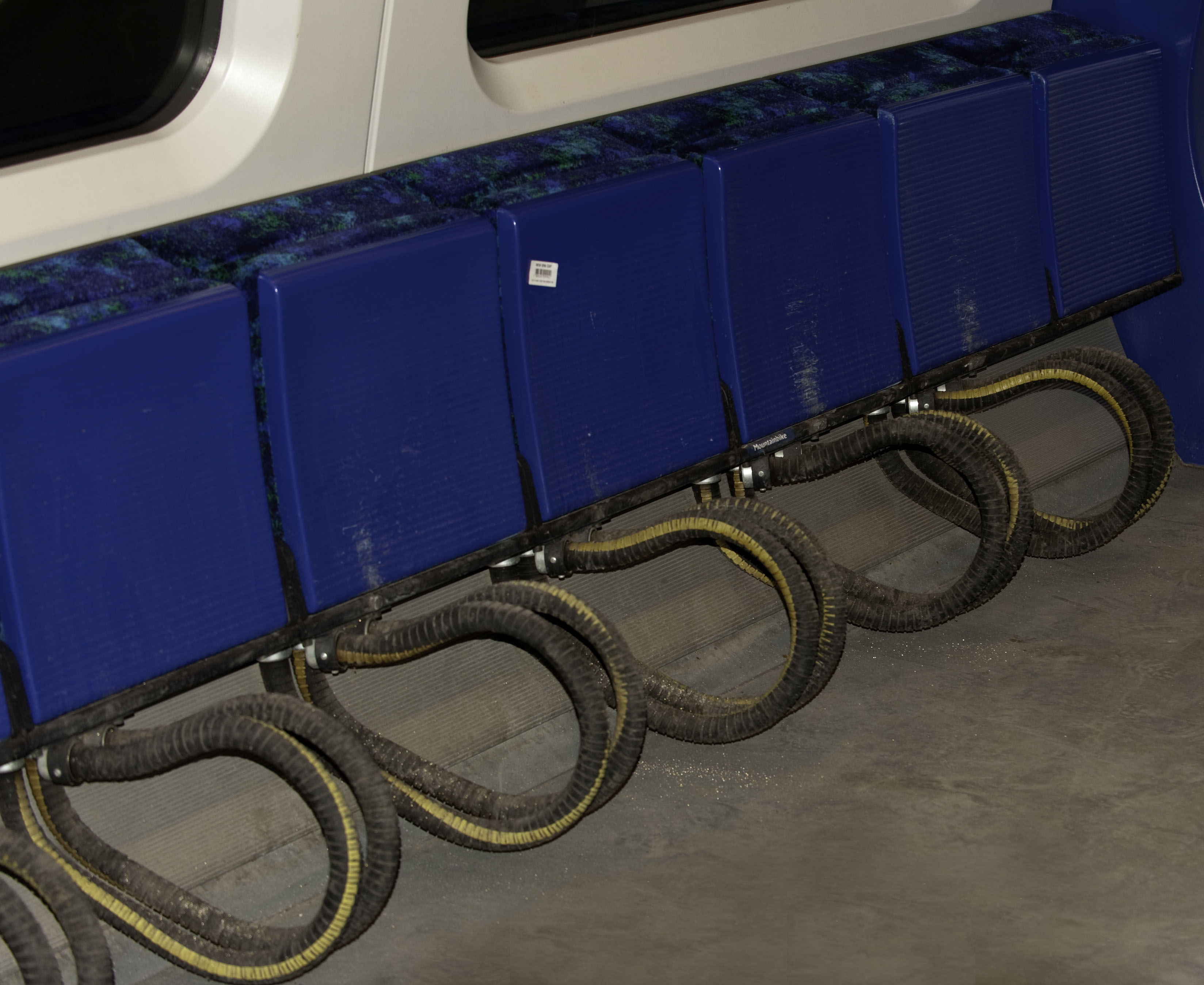
Stojaki rowerowe w pociągach
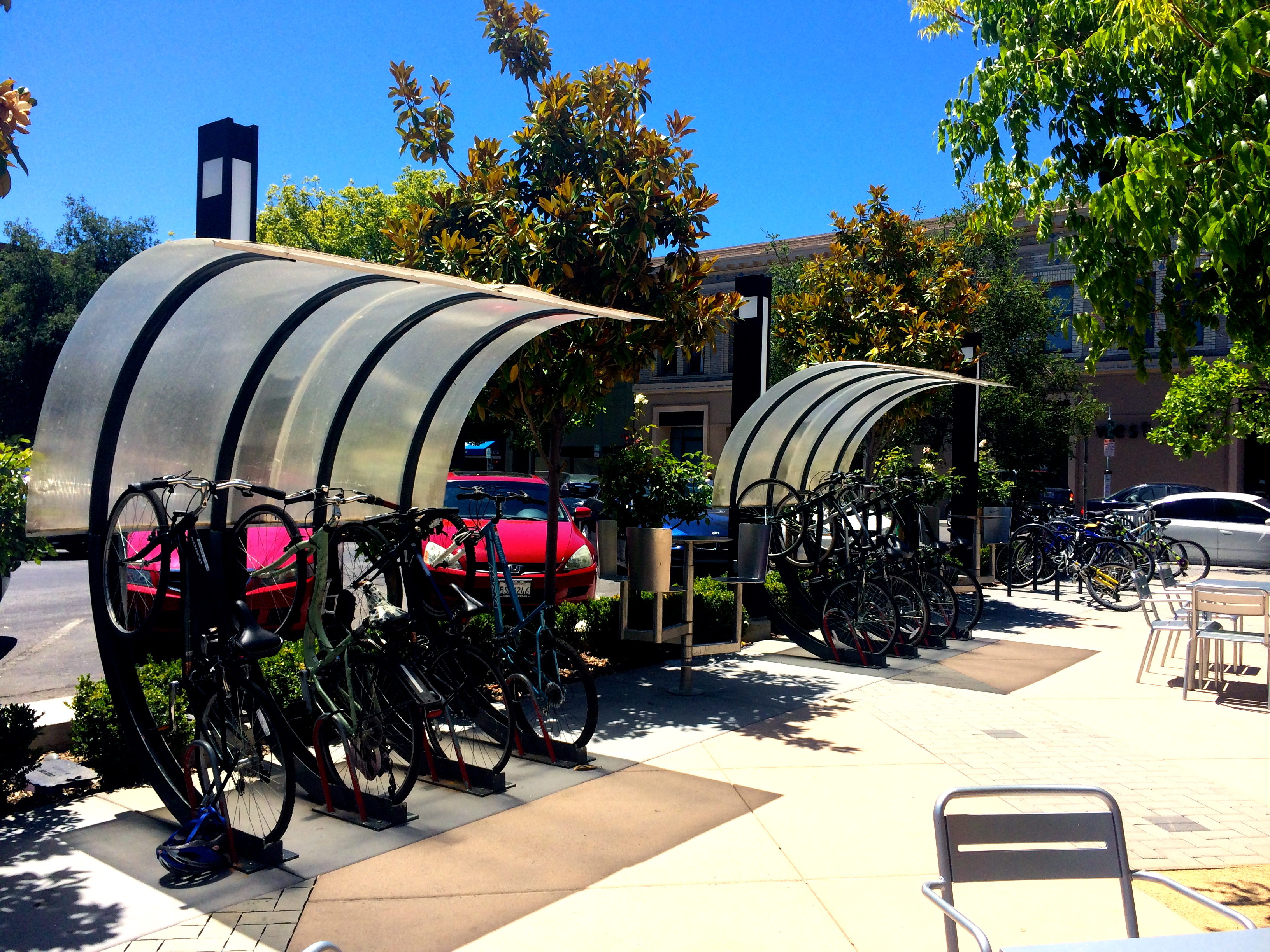
Wiaty parkingowe dla rowerów w Palo Alto w stanie Kalifornia w Stanach Zjednoczonych
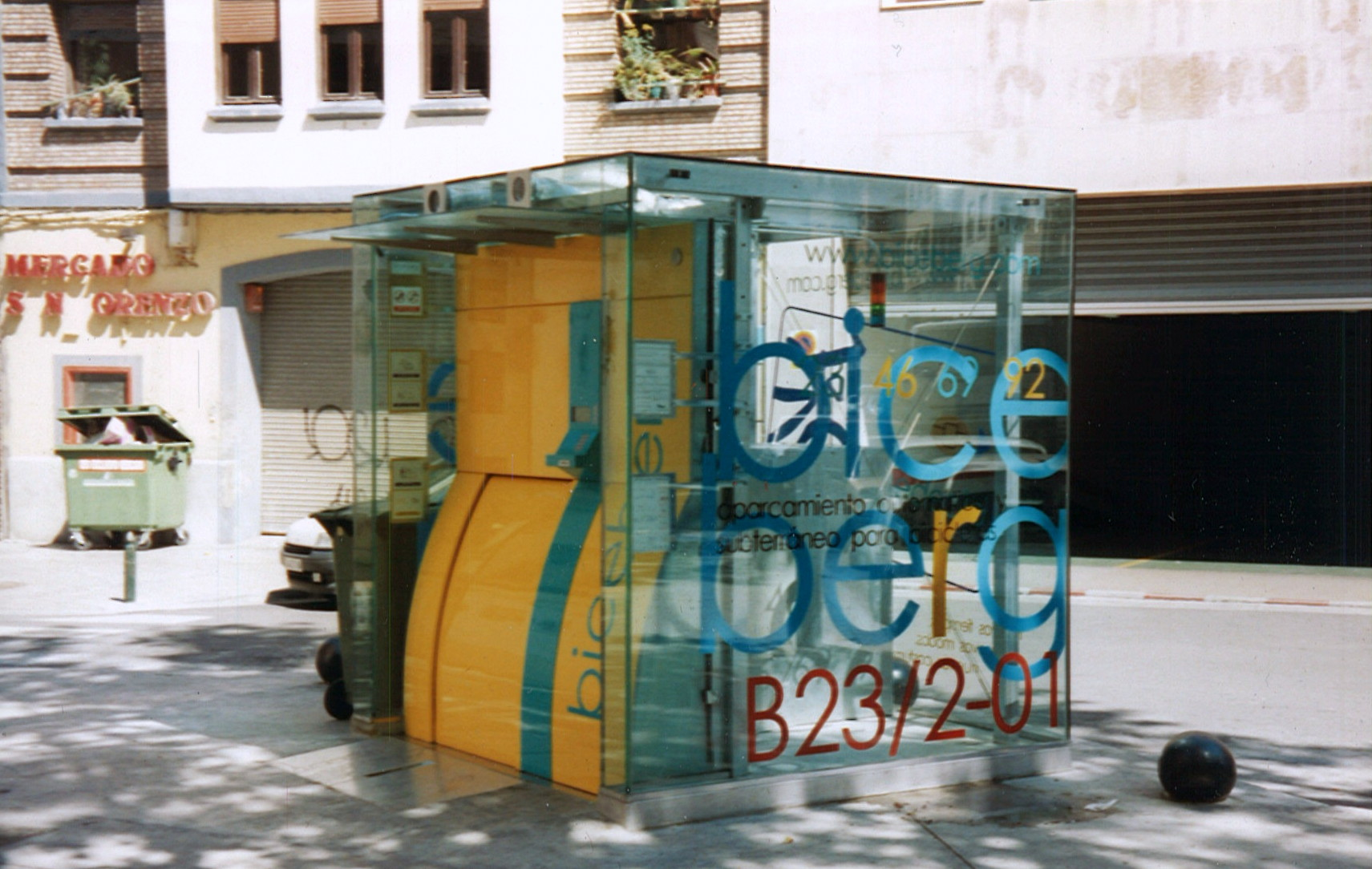
Zautomatyzowany podziemny system przechowywania rowerów (Biceberg w Saragossie w Hiszpanii)
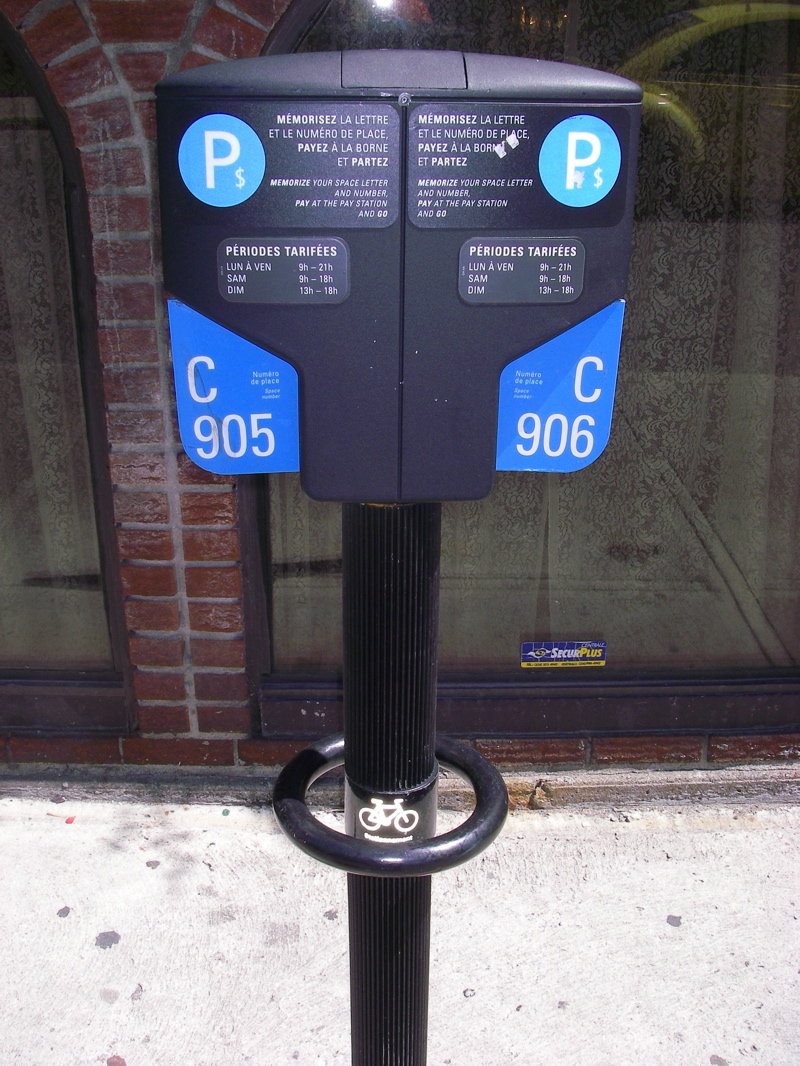
Parkometr samochodowy ze zintegrowanym pierścieniem zabezpieczającym rower w Montrealu w Kanadzie
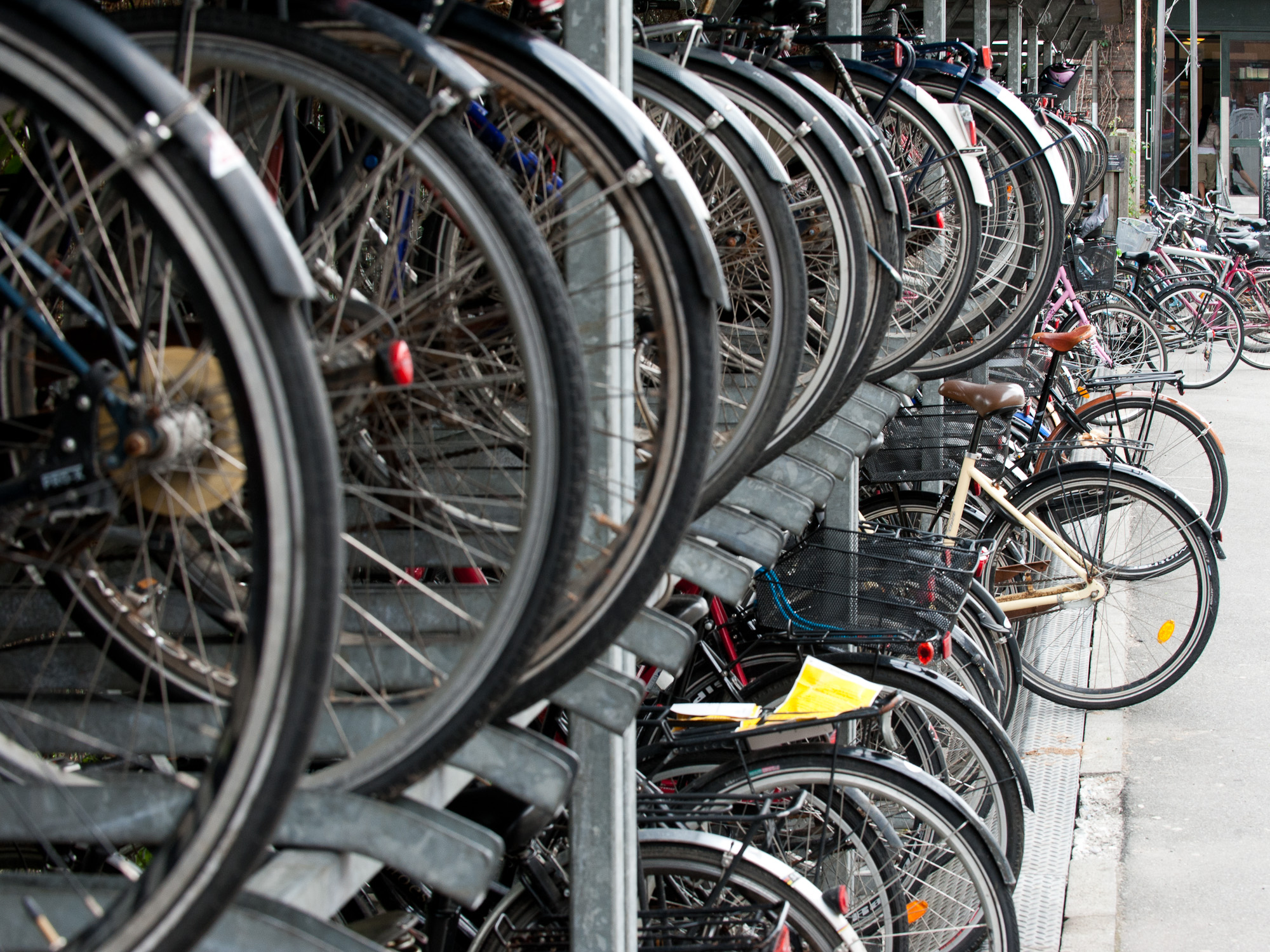
Wielopoziomowe stojaki rowerowe i schowki w Kopenhadze w Danii

Stojaki rowerowe

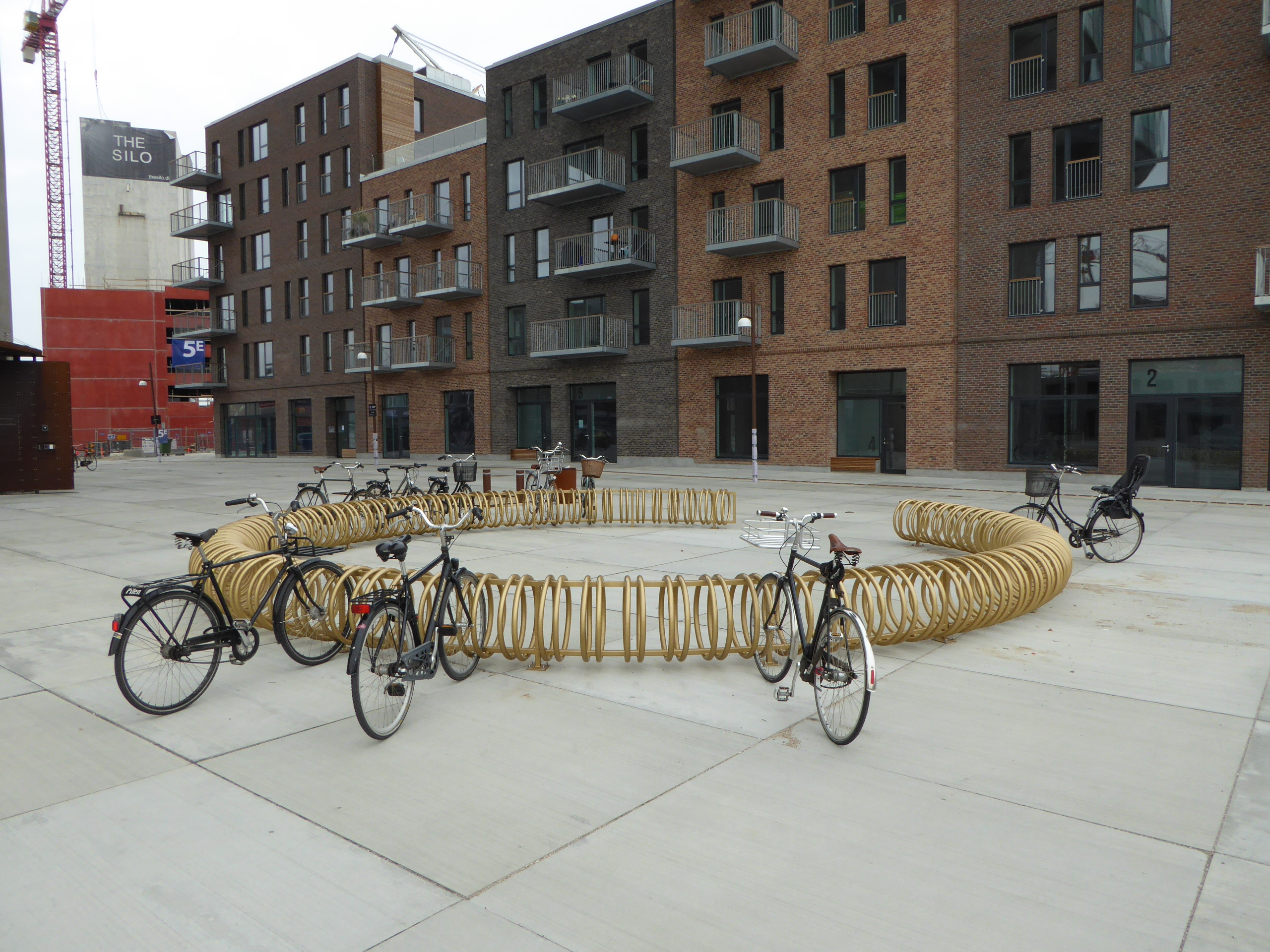
Stojaki rowerowe o walorach dekoracyjnych w Kopenhadze w Danii
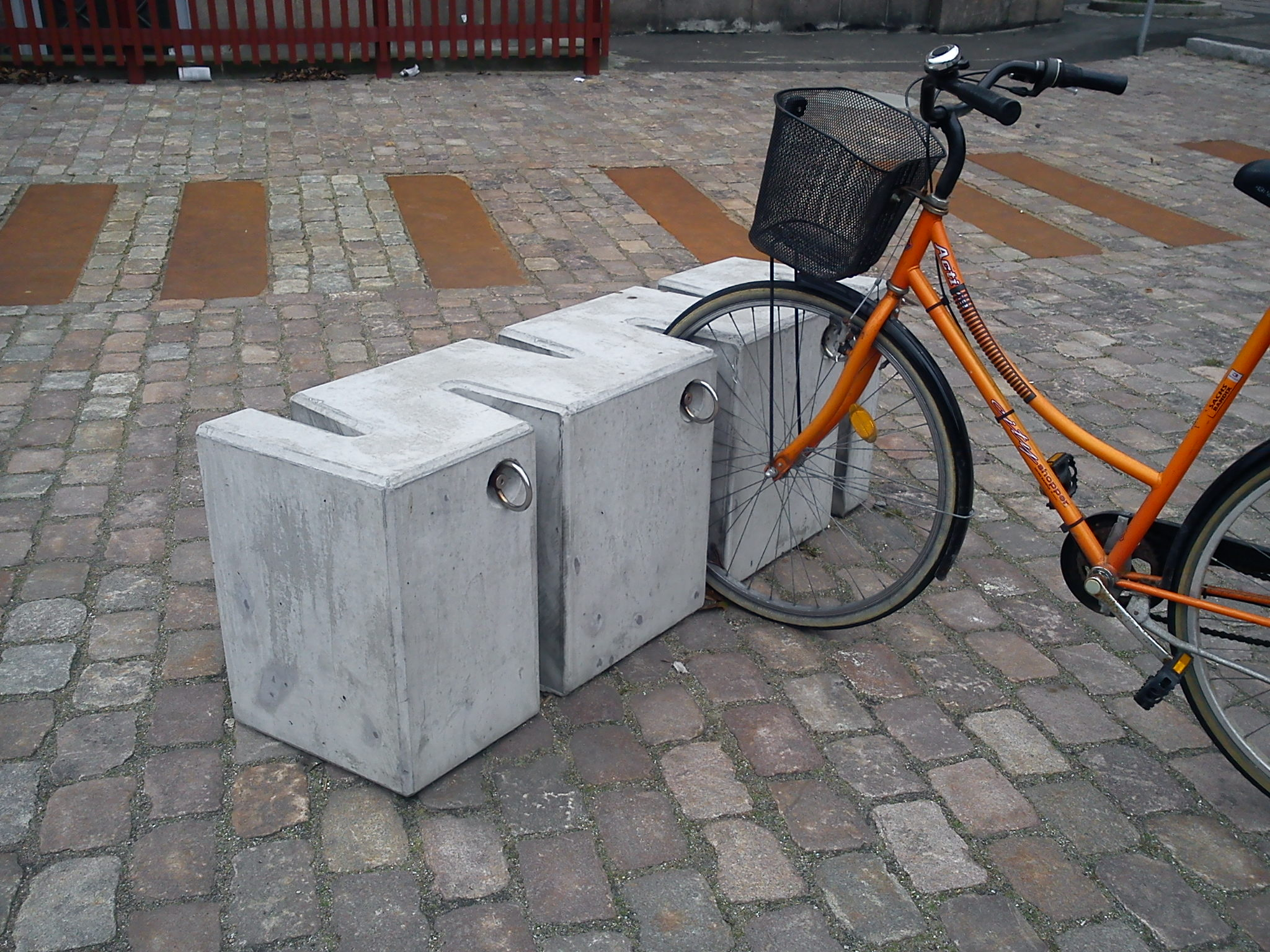
Tymczasowy, ruchomy stojak na rowery z ciężkiego betonu w Aarhus w Danii
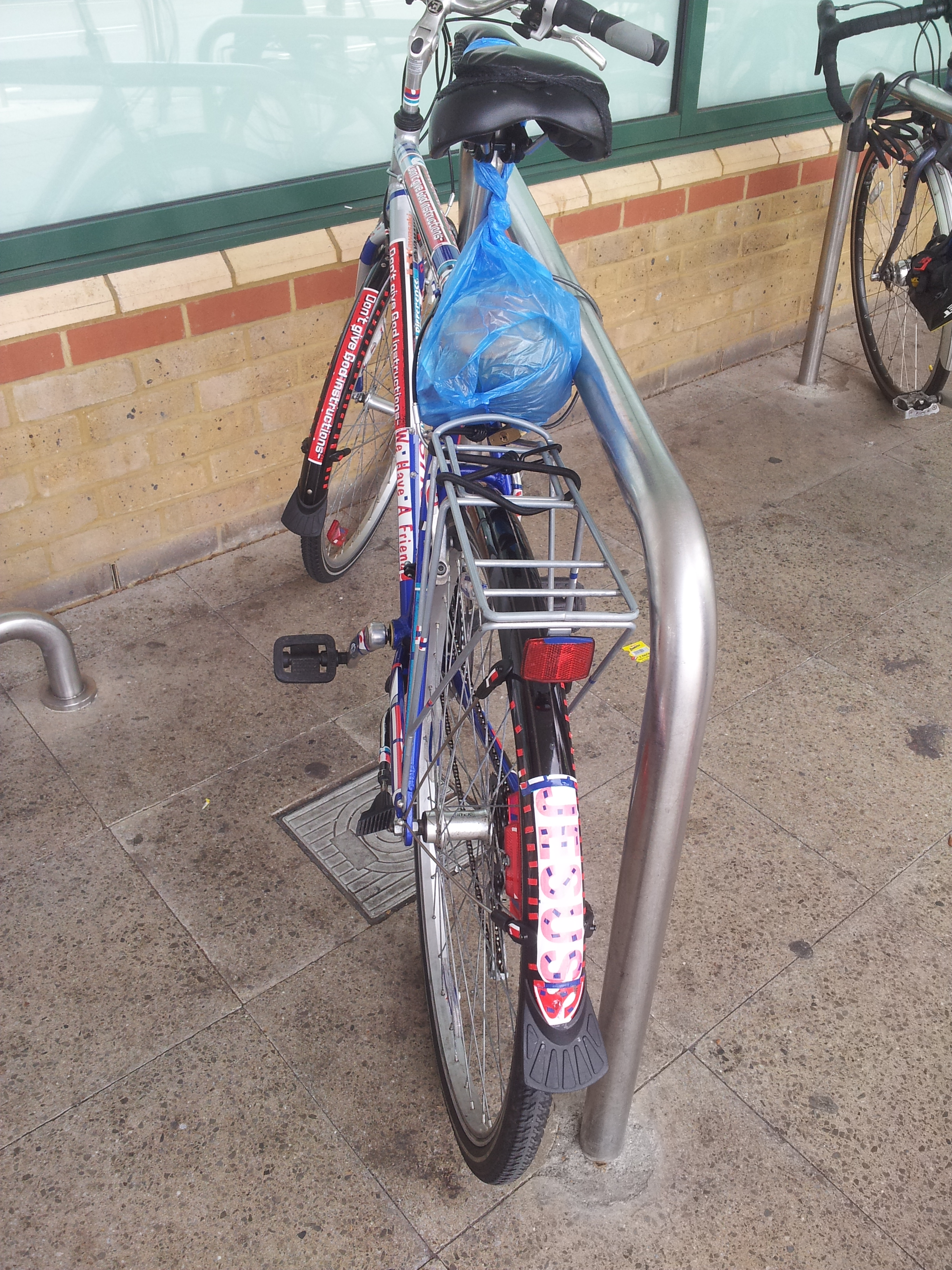
Słupki stalowe mocowane w Londynie w Wielkiej Brytanii
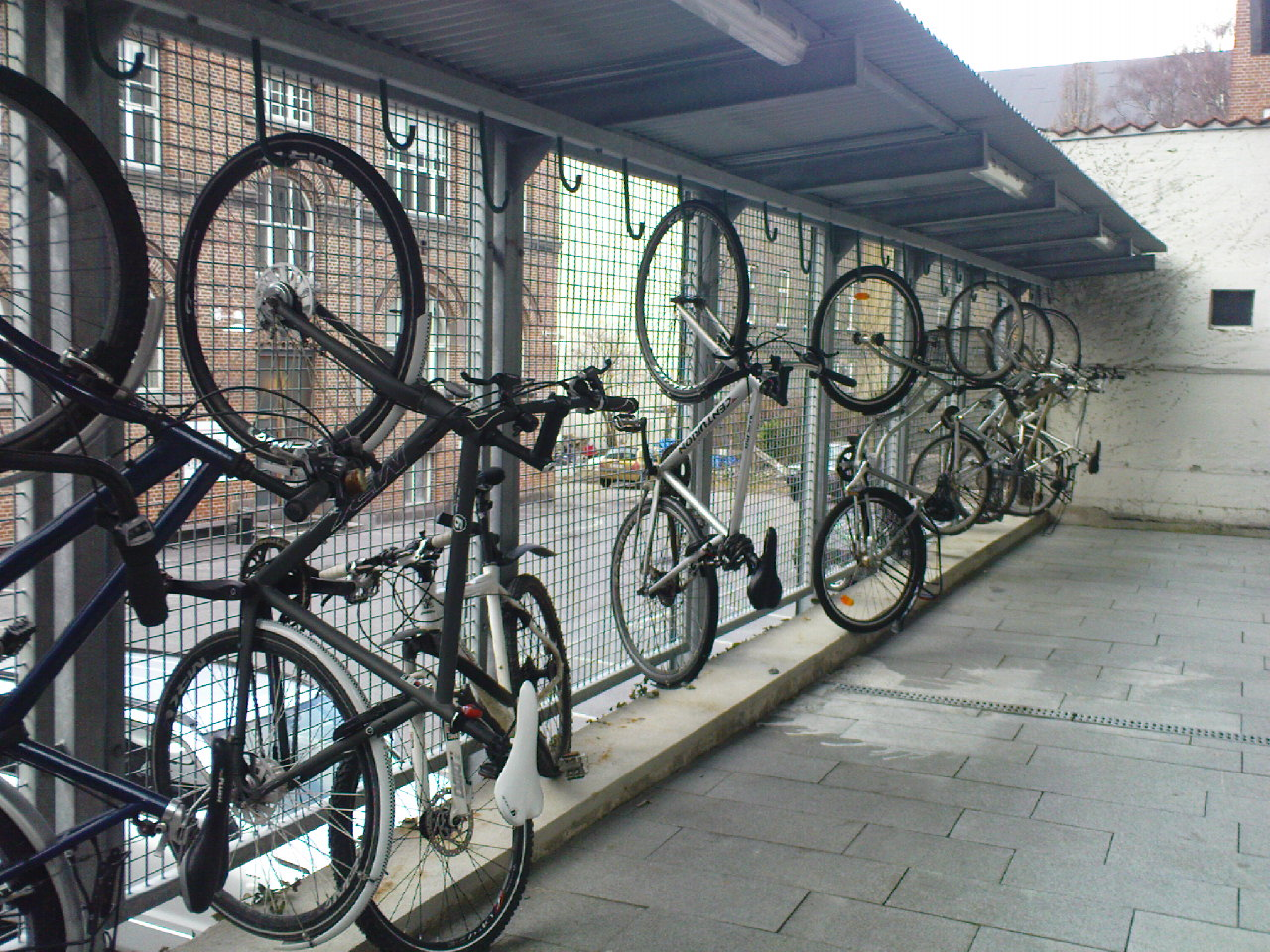
Parkowanie do góry nogami pozwala zaoszczędzić miejsce w Aarhus w Danii
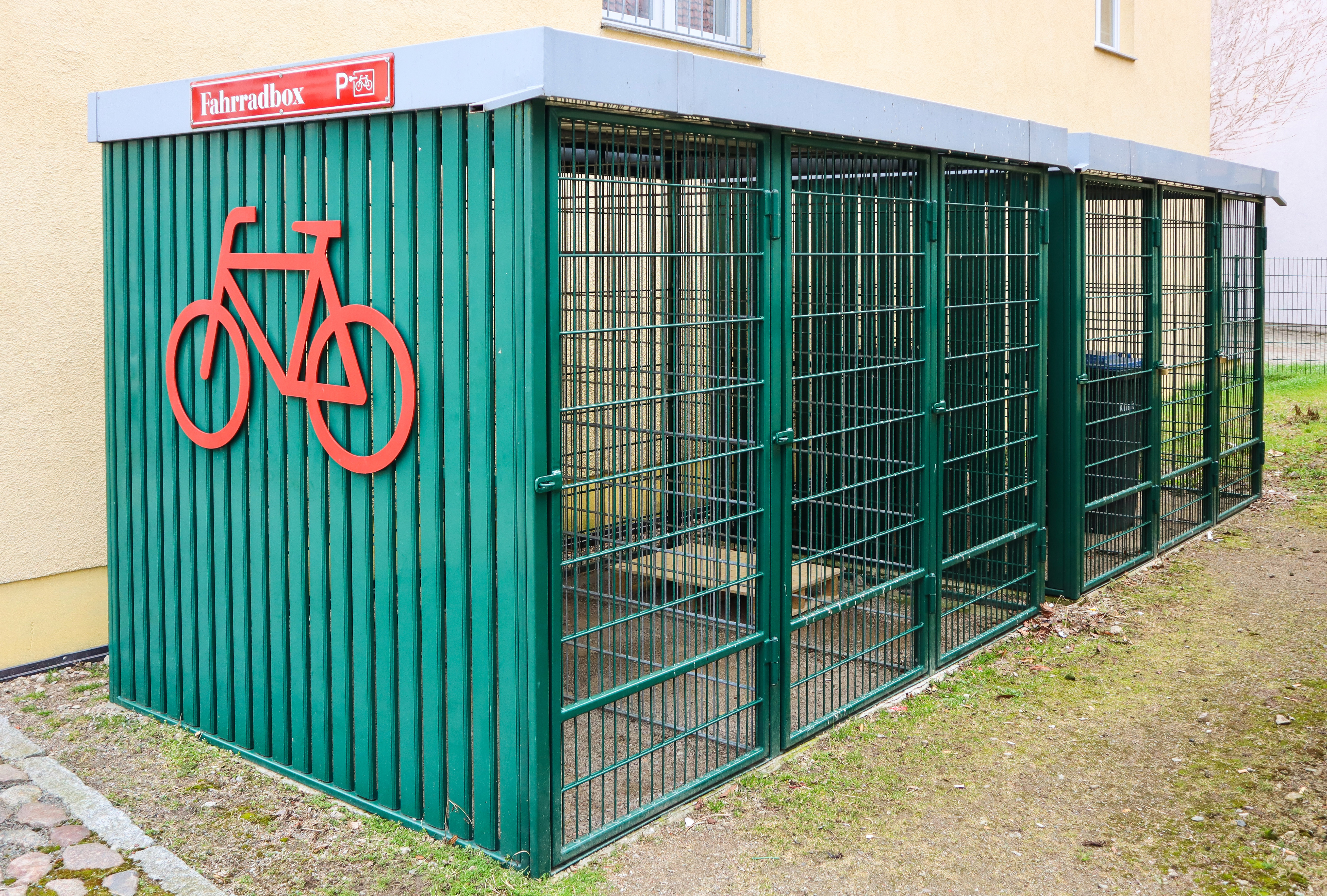
Wiaty rowerowe z zamkami w Angermünde w Niemczech
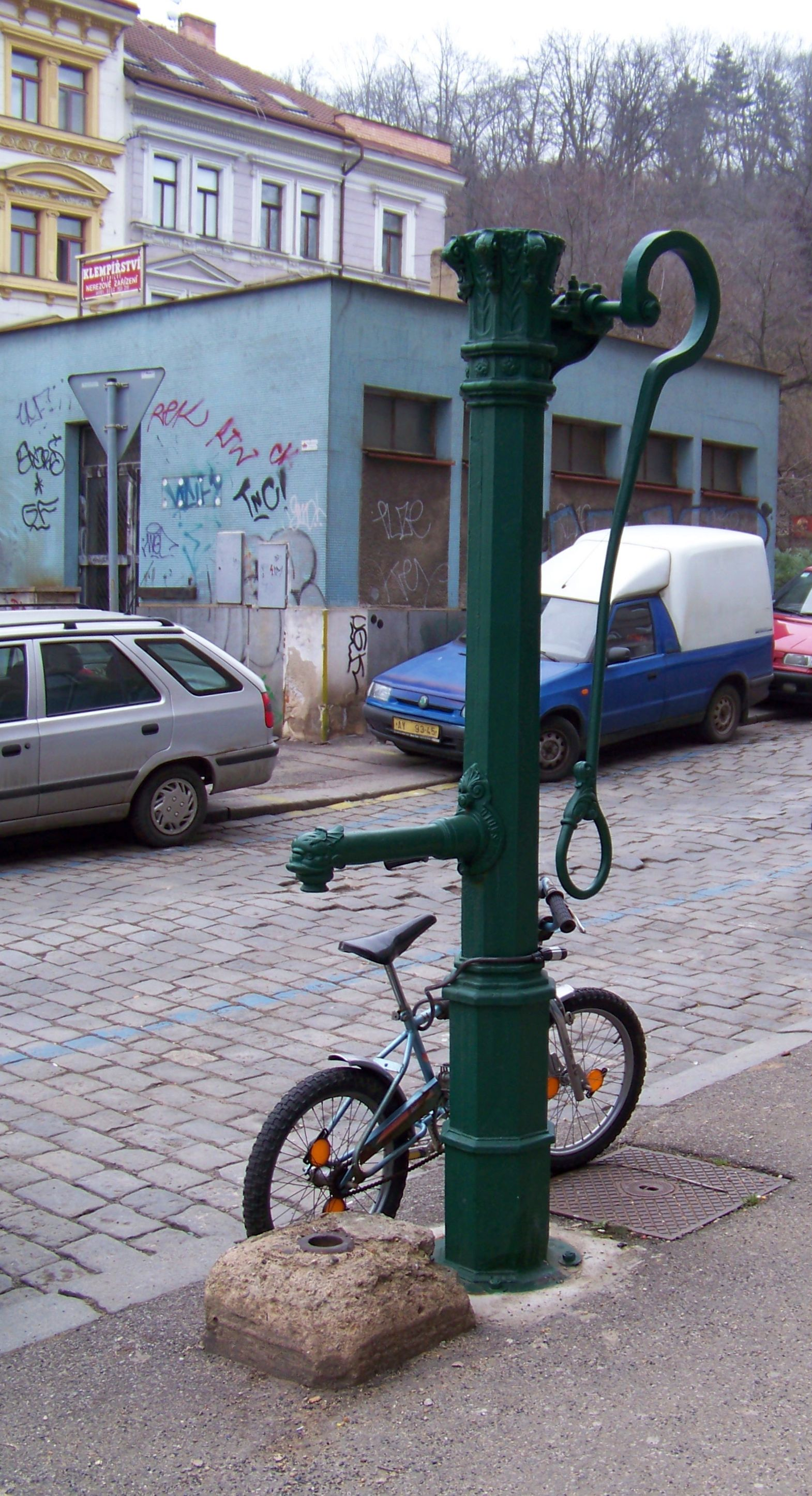
Oportunistyczne parkowanie w Pradze w Czechach